# كيرك كيلي
كيرك كيلي (بالإنجليزية: Kirk Kelly)‏ هو مغن مؤلف أمريكي، ولد في 1960 في لونغ آيلند في الولايات المتحدة.

## وصلات خارجية
- كيرك كيلي على موقع ميوزك برينز (الإنجليزية)
- كيرك كيلي على موقع أول ميوزيك (الإنجليزية)
- كيرك كيلي على موقع ديسكوغز (الإنجليزية)